# Jaguar XK 150

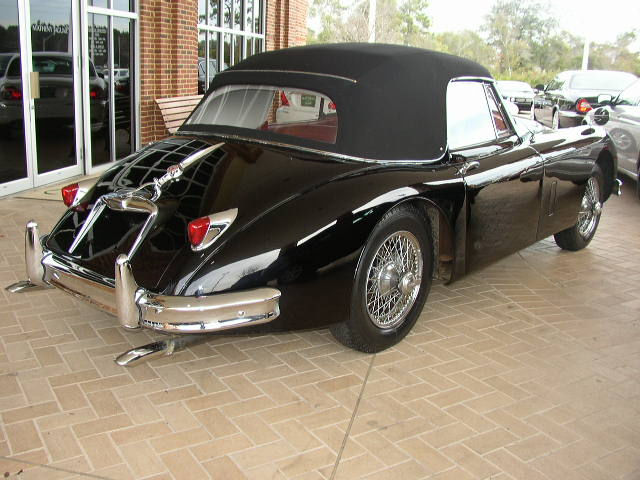
Jaguar XK 150 DHC

Der Jaguar XK 150 war ein Sportwagen, den Jaguar 1957 als Nachfolger des Jaguar XK 140 auf den Markt brachte.

## Beschreibung
Die Modelle Jaguar XK 150 FHC (Fixed Head Coupé) und DHC (Drop Head Coupé) hatten, wie die Vorgänger, einen Sechszylinder-Reihenmotor mit 3442 cm³ Hubraum und 193 oder 213 PS. Über ein Vierganggetriebe, Overdrive als Extra lieferbar, wurden die Hinterräder angetrieben. Auf Wunsch war auch ein BorgWarner-Automatikgetriebe erhältlich. Der Wagen erreichte eine Höchstgeschwindigkeit von 210 km/h. 
Auffälligste Änderungen an den Karosserien waren die einteilige Panorama-Windschutzscheibe, der entfallene Hüftschwung der Vorgängermodelle, die durchgehende Stoßstange hinten und die Jaguar-Figur auf der Motorhaube. Ab 1958 wurde auch wieder der zweisitzige Roadster OTS (Open Two Seater) angeboten, der nun erstmals Kurbelscheiben an den Türen hatte. Der XK 150 war in den Farben Carmen-Rot, Rot, Weinrot, Imperial-Kastanienbraun, Schwarz, Cornish-Grau, Nebelgrau, Perlgrau, Weiß, Cotswold-Blau, Indigoblau, Sherwood-Grün und British Racing Green erhältlich.
Ab 1958 gab es das Modell XK 150 S. Sein Motor wurde mit einem dritten Vergaser auf 254 PS gebracht und beschleunigte die Fahrzeuge auf 215 km/h. Ab Anfang 1959 wurden alle Varianten auch mit auf 3781 cm³ Hubraum aufgebohrter Maschine und 223 PS, der 3.8 S mit 267 PS (Höchstgeschwindigkeit 215 km/h) geliefert. Der XK 150 war eines der ersten serienmäßig mit vier Scheibenbremsen ausgestatteten Fahrzeuge.
Bis 1961 wurden 1300 Roadster OTS, 3457 Coupés FHC und 1893 Cabriolets DHC hergestellt, davon entfielen auf den XK 150 S 888 Roadster, 199 Coupés und 104 Cabriolets.
Im März 1961 wurde das Modell XK 150 vom Jaguar E-Type abgelöst.

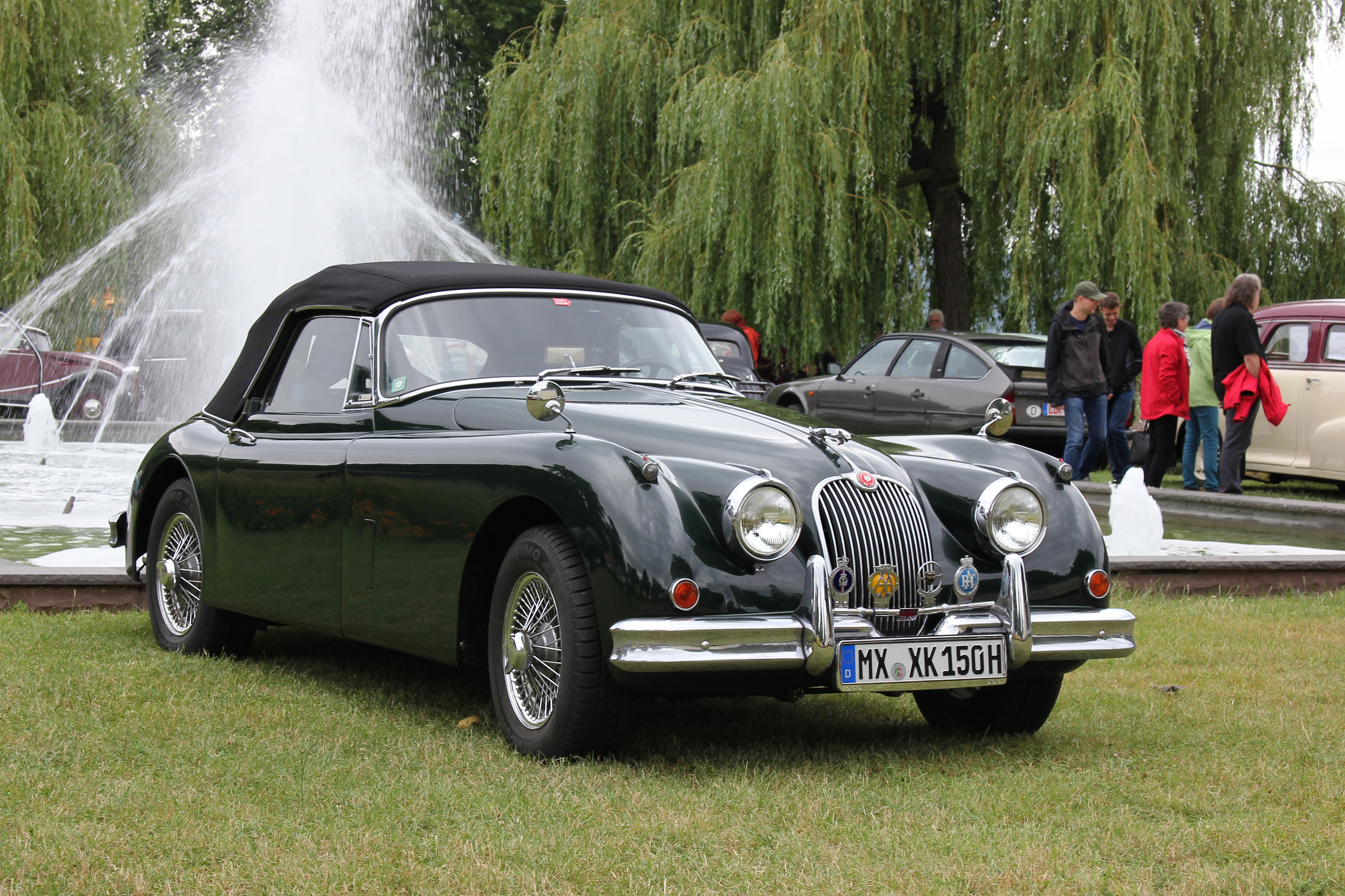
XK 150 Roadster
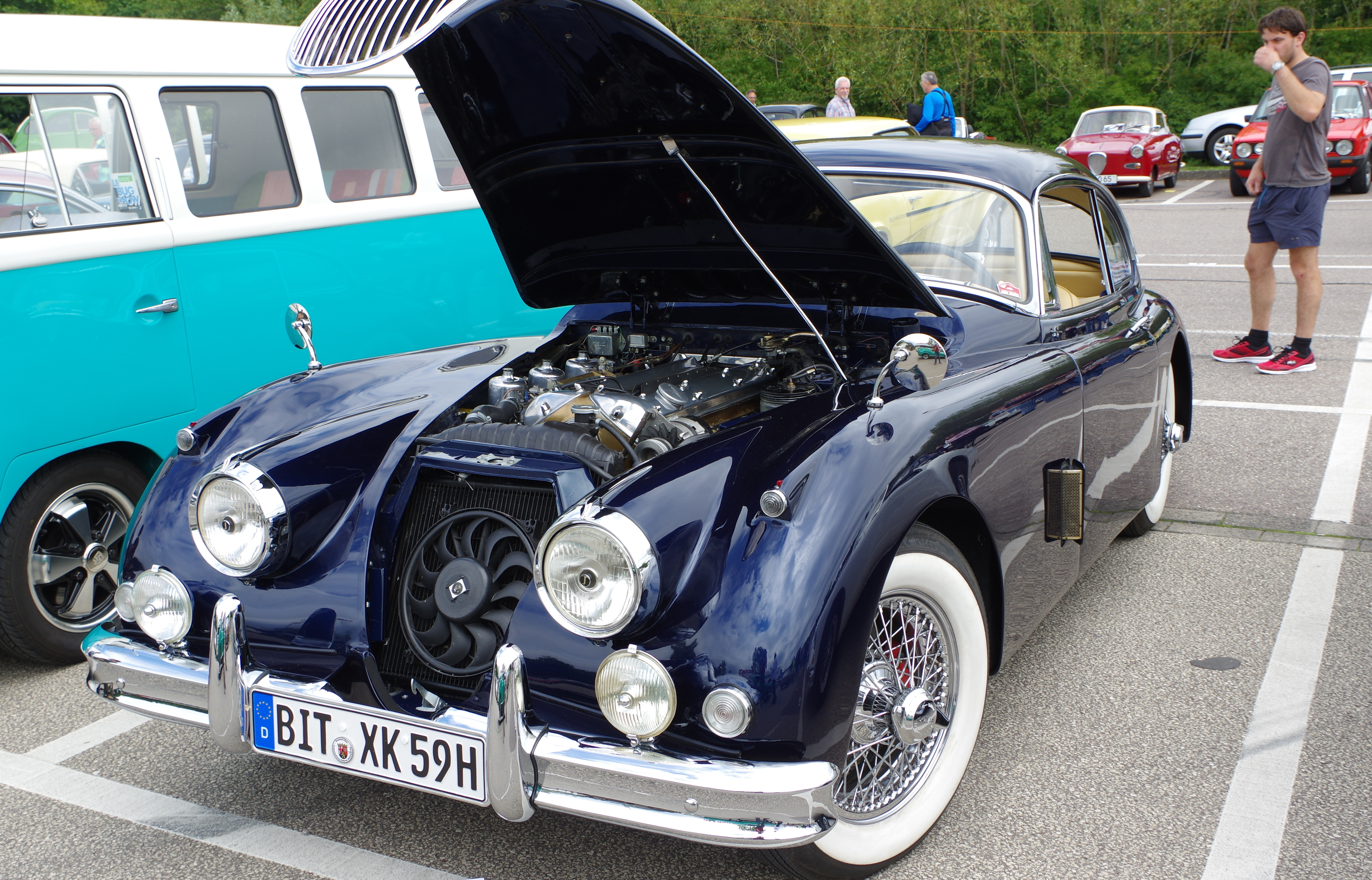
XK 150 S mit geöffneter Motorhaube
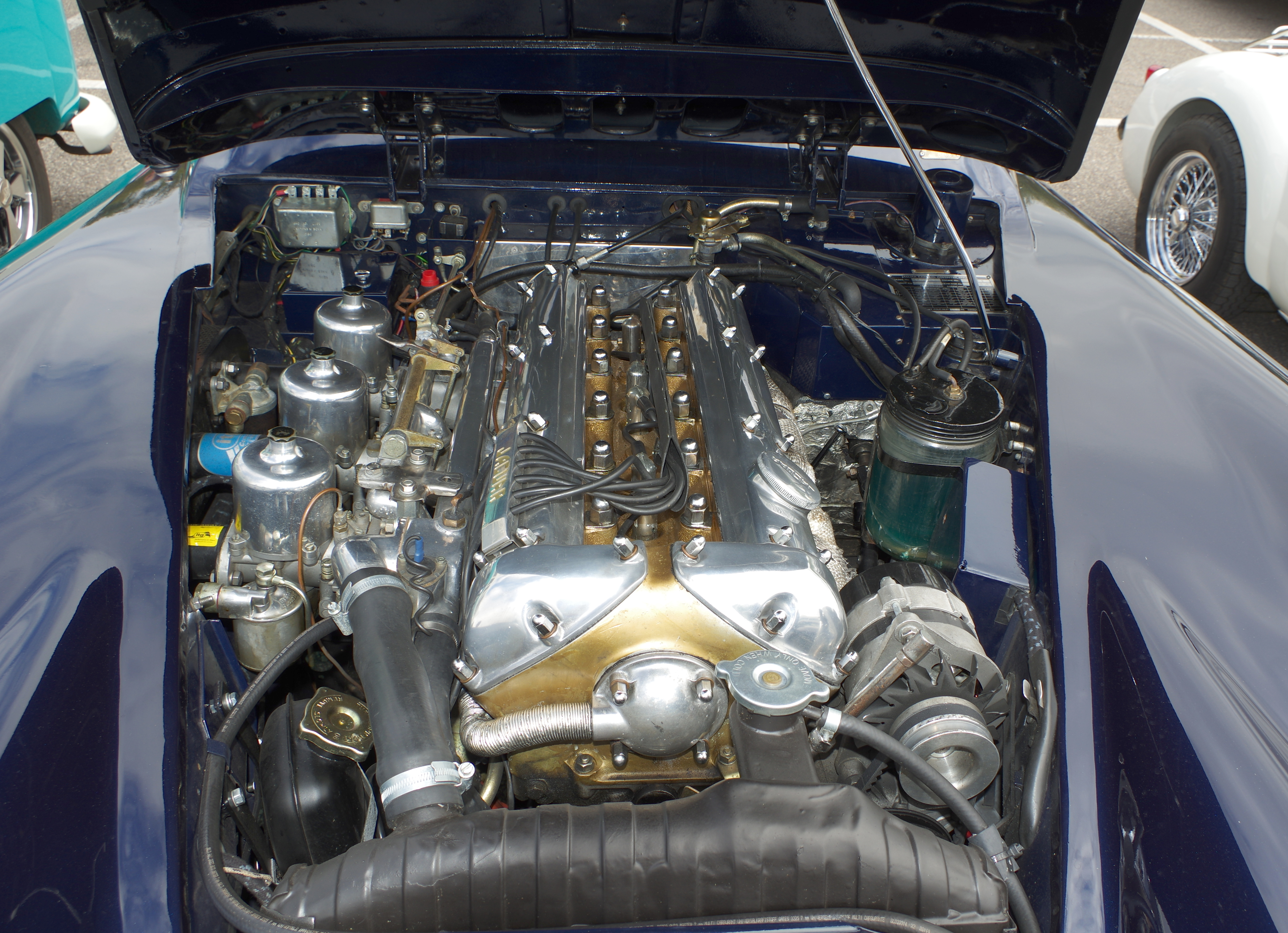
XK 150 S Motor
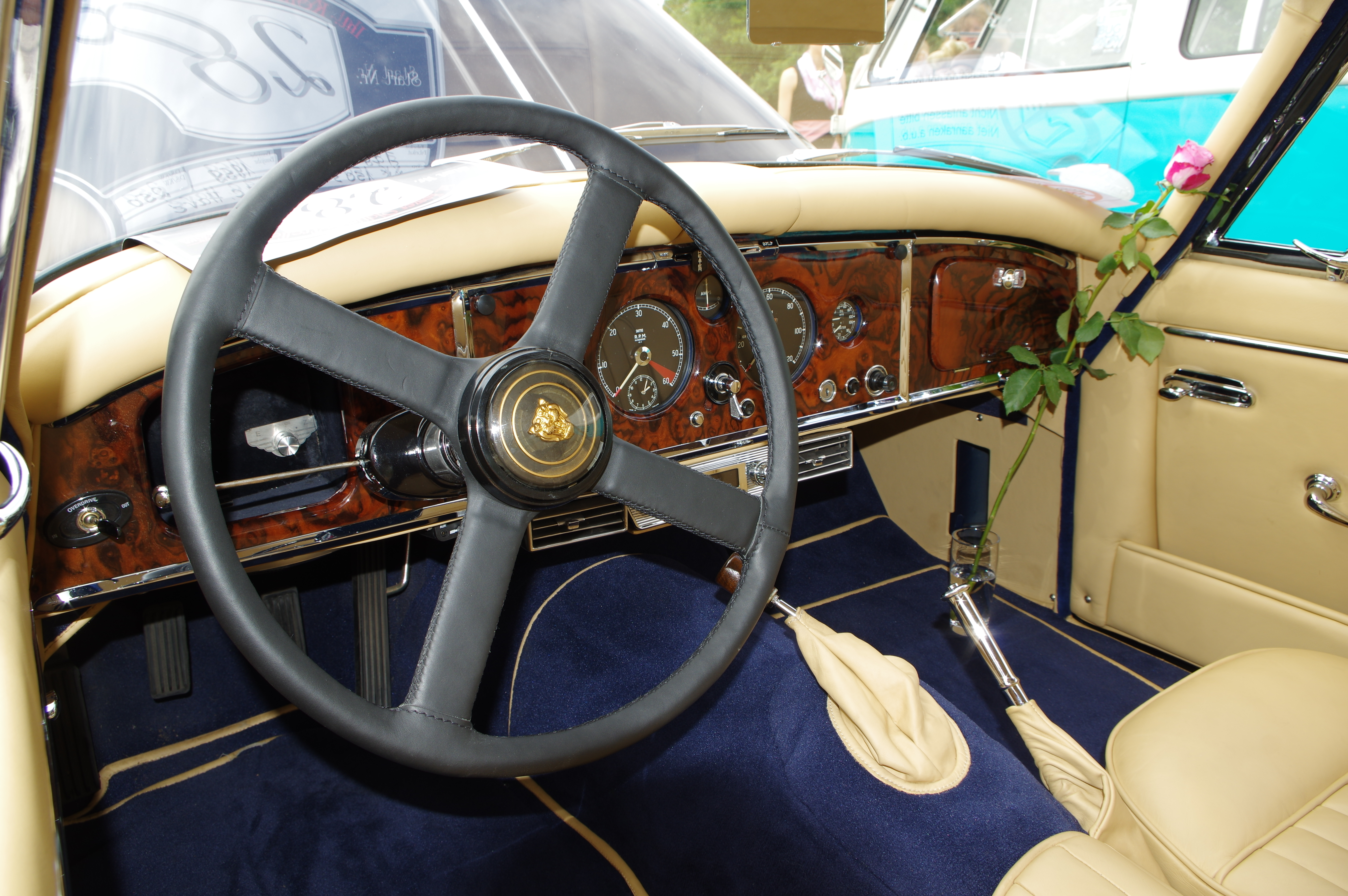
Innenraum
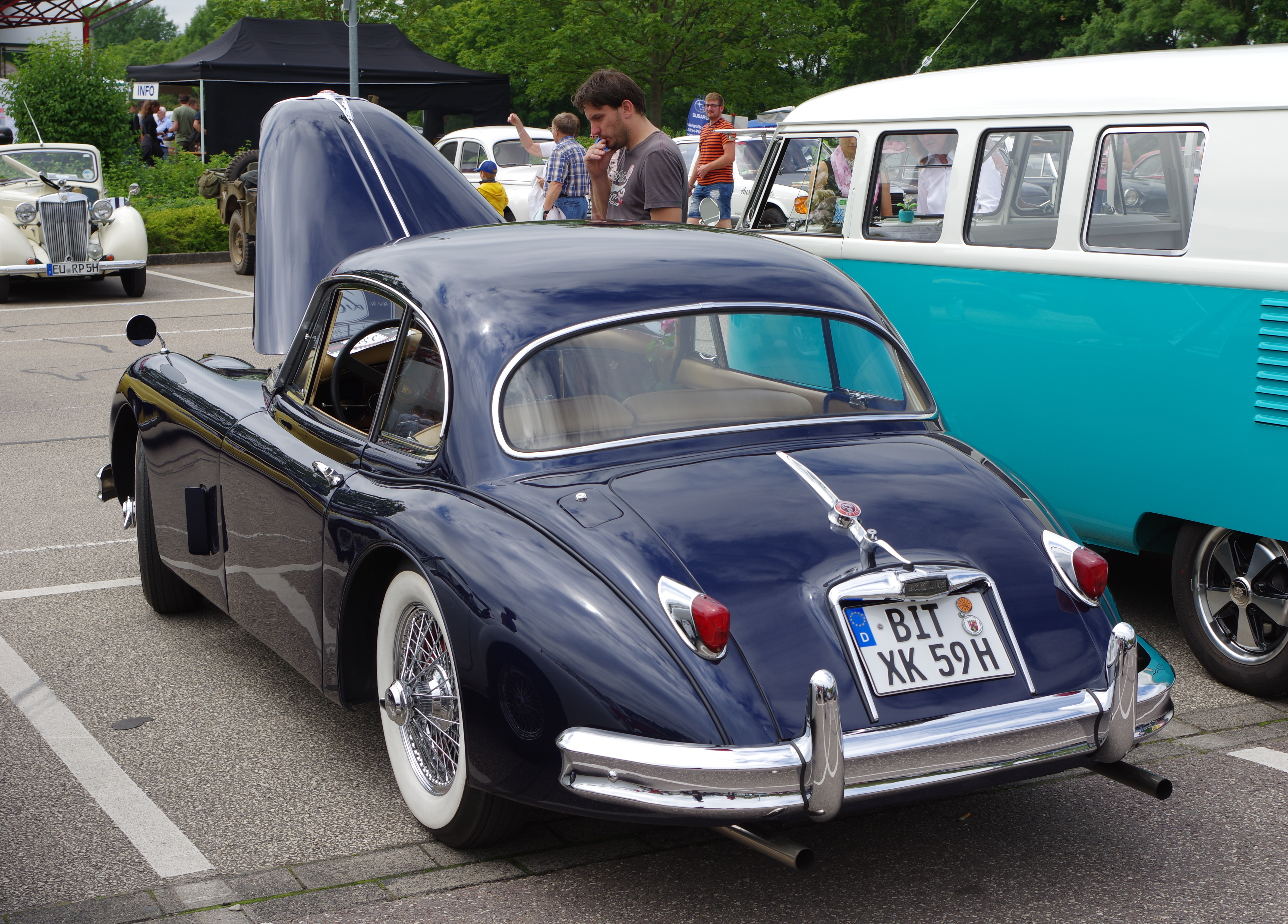
Heck

## Sonderkarosserie

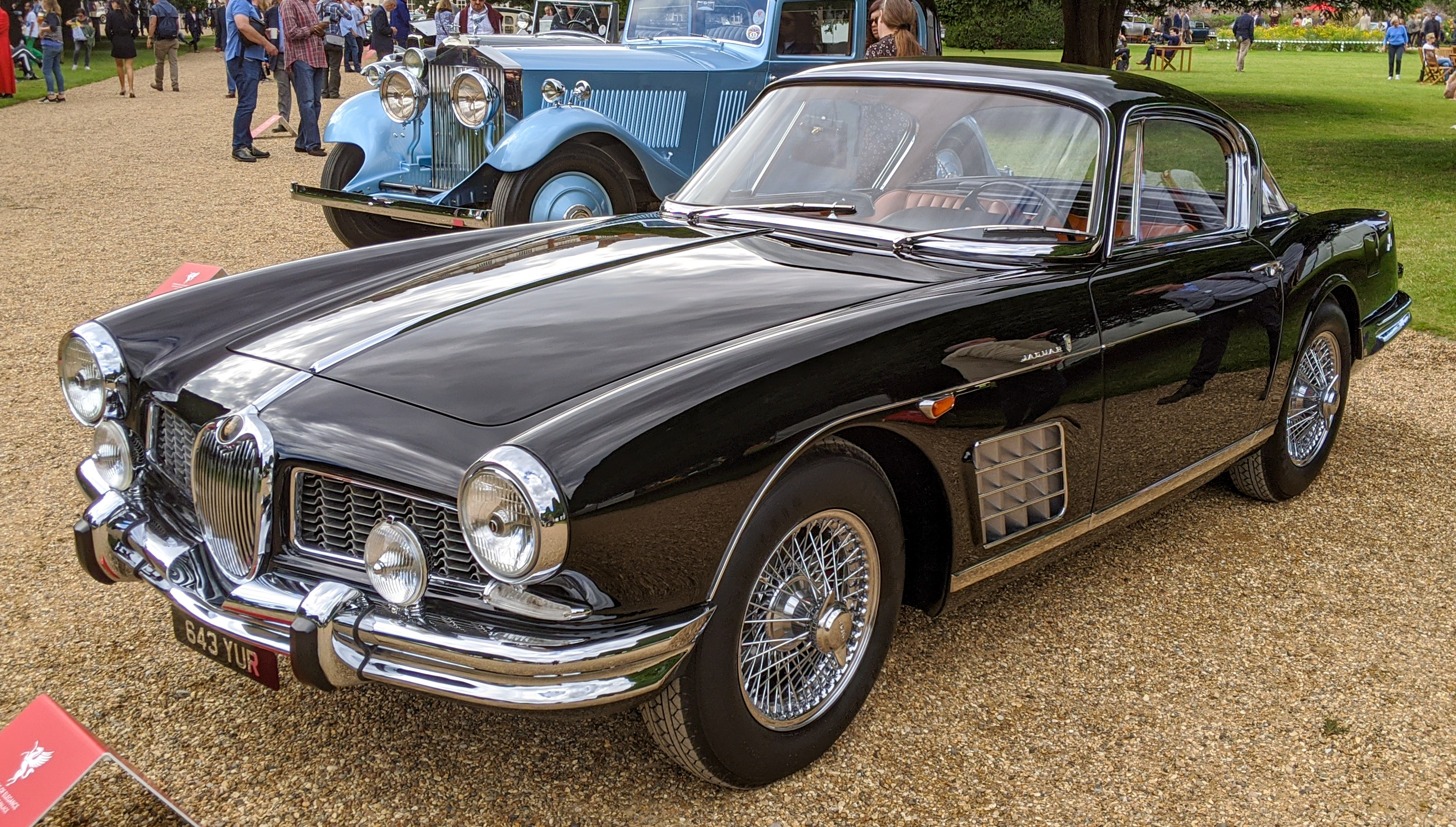
Jaguar XK 150 S mit Sonderkarosserie von Bertone

Bertone karossierte 1958 drei Fahrzeuge. Mindestens eins ist erhalten geblieben.